# Гладилин, Леонид Константинович
Леонид Константинович Гладилин — российский учёный, зав. лабораторией тяжёлых частиц и резонансов НИИ ядерной физики имени Д. В. Скобельцына, профессор кафедры квантовой теории и физики высоких энергий МГУ, доктор физико-математических наук.

## Биография
Родился в 1958 г. Окончил физический факультет МГУ (1981).
С 1 марта 1981 г. работает в Лаборатории тяжёлых частиц и резонансов отдела экспериментальной физики высоких энергий НИИ ядерной физики имени Д. В. Скобельцына МГУ, с 2005 г. зав. лабораторией.
Научные интересы: рождение тяжёлых кварков при высоких энергиях, экспериментальная проверка предсказаний квантовой хромодинамики и Стандартной модели.
Проводил исследования рождения и свойств адронов, содержащих тяжёлые кварки, в эксперименте ZEUS на электрон-протонном коллайдере HERA и в эксперименте ATLAS на протон-протонном коллайдере LHC.
Доктор физико-математических наук (2002). Докторская диссертация:
- Изучение рождения тяжелых кварков на электронно-протонном коллайдере HERA в эксперименте ZEUS : диссертация … доктора физико-математических наук : 01.04.23. — Москва, 2001. — 192 с. : ил.

По совместительству — доцент, профессор кафедры квантовой теории и физики высоких энергий МГУ. Читает курсы «Представление и интерпретация экспериментальных данных физики высоких энергий», «Подготовка и анализ экспериментальных данных физики высоких энергий», «Экспериментальные методы физики высоких энергий».
Автор (соавтор) 1166 статей, 2 книг, 27 докладов на конференциях. Количество цитирований статей в журналах по данным Web of Science: 47309, Scopus: 49868.
Книги:
- Профессор П. Ф. Ермолов. К 80-летию со дня рождения. Басиладзе С. Г., Бережнев С. Ф., Боос Э. Э., Герштейн С. С., Гладилин Л. К., Граменицкий И. М., Гришин Н. И., Дудко Л. В., Казанкина А. Ф., Кокоулина Е. С., Коржавина И. А., Кубаровский А. В., Лукина О. Ю., Меркин М. М., Панасюк М. И., Попов В. В., Саврин В. И., Сарычева Л. И., Сивоклоков С. Ю., Смирнова Л. Н., Тихонова Л. А., Чернолужский Г. Ф. ООО «Издательство КДУ» г. Москва, 2012 ISBN 978-5-98227-856-2, 245 с.
- Программное обеспечение анализа экспериментальных данных в физике высоких энергий. Учебное пособие. Дементьев Р. К., Гладилин Л. К., Коржавина И. А., Рудь В. И., Соломин А. Н., Щеглова Л. М. Издательство Московского университета Москва, 1990. ISBN 5-211-01954-7, 185 с.